# Tommy Aldridge
Tommy Aldridge (ur. 15 sierpnia 1950 w Pearl) – amerykański perkusista. Jest muzycznym samoukiem, inspirowany dokonaniami takich zespołów jak Cream, czy The Beatles podjął działalność artystyczną w 1970 roku. Aldridge znany jest ze współpracy z takimi wykonawcami jak Ozzy Osbourne, Gary Moore, Black Oak Arkansas, Pat Travers, Motörhead, House of Lords, Whitesnake oraz Thin Lizzy.

## Instrumentarium
| Bębny Yamaha Absolute Maple Nouveau - 1x SD-4105 (14"x5.5") Brass - 1x ATT-1512U (12"x9") - 1x ATT-1513U (13"x10") - 1x AFT-1516 (16"x16") - 1x AFT-1518 (18"x16") - 2x SKRM-100 Subkicks - 1x VH-1206T 12" - 1x VH-1306T 13" - 1x VH-1608F 16" - 1x VH-1808F 18 Pałeczki perkusyjne - ProMark 2S Oak Signature Sticks |  | Talerze Paiste - 17" Signature Full Crash - 19" RUDE Thin Crash - 20" 2002 Medium - 13" 2002 Sound Edge Hi-Hat - 14" 2002 Wild Hats - 16" Signature Thin China - 18" 2002 Medium - 12" Signature Splash - 18" RUDE Thin Crash - 16" Signature Thin China - 15" Signature Fast Crash - 22" 2002 Power Ride - 18" 2002 Medium - 19" Signature Power Crash - 20" 2002 Medium |

## Dyskografia
| Ozzy Osbourne - Speak of the Devil (1982) - Bark at the Moon (1983) - Tribute (1987) Vinnie Moore - Mind's Eye (1986) |  | Whitesnake - Slip of the Tongue (1989) - Live: In The Shadow Of The Blues (2006) - Live: in The Still Of The Night (2004) Patrick Rondat - Amphibia (1996) |  | Pat Travers Band - Heat in the Street (1978) - Live! Go for What You Know (1979) - Crash and Burn (1980) - Radio Active (1981) |

## Wideografia
- Tommy Aldridge: Rock Drum Soloing and Beyond the Groove (DVD, 2007)

## Filmografia
- Anvil: The Story of Anvil (jako on sam, 2008, film dokumentalny, reżyseria: Sacha Gervasi)[9]